# Hummels Wharf
Hummels Wharf è un census-designated place (CDP) degli Stati Uniti d'America situato nello stato della Pennsylvania, nella contea di Snyder.